# موتورهيد
موتورهيد (بالإنجليزية: Motörhead)‏ هي فرقة روك إنجليزية شكلت في يونيو عام 1975 من قبل عازف القيثارة والمغني وكاتب الأغاني ليمي كيلمستر الذي بقي عضو ثابت وحيد فيها، وقد أصدرت الفرقة 21 ألبوم، منها 10 ألبومات تسجيل حي، وقد باعت الفرقة أكثر من 30 مليون البوم في جميع أنحاء العالم.

## روابط خارجية
- موتورهيد على موقع IMDb (الإنجليزية)
- موتورهيد على موقع ميوزك برينز (الإنجليزية)
- موتورهيد على موقع رولينغ ستون (الإنجليزية)
- موتورهيد على موقع أول ميوزيك (الإنجليزية)
- موتورهيد على موقع ديسكوغز (الإنجليزية)